# Вулиця Василіянська (Варшава)
Вулиця Василіянська (пол. Ulica Bazyliańska) — вулиця з двостороннім рухом у районі Брудно на Таргувку в місті Варшава в Польщі. Проходить від вулиці Висоцького на заході до вулиці Рембелінської на сході.
Довжина вулиці бл. 0,6 кілометра. Вулиця Василіянська починається на перехресті з вул. Висоцького, після чого проходить на схід, перетинаючи вулиці Слубіцьку, Огінського і св. Єроніма. Закінчується вулиця на перехресті з вулицею Рембелінською.
Перед 1781 роком вулицею Василіянською у Варшаві називався відрізок між Алеями Уяздовськими і вулицею Мокотовською (тепер цей відрізок є частиною вул. Пєнькної у Середмісті Варшави), оскільки там були посілості монахів василіян.